# علم الأعصاب المعرفي التنموي
علم الأعصاب المعرفي التنموي (بالإنجليزية: Developmental cognitive neuroscience)‏ هو مجال علمي متعدد التخصصات مخصص لفهم العمليات النفسية وأسسها العصبية في الكائن الحي النامي. يدرس كيف يتغير العقل مع نمو الأطفال، والعلاقات المتبادلة بين ذلك وكيف يتغير الدماغ، والتأثيرات البيئية والبيولوجية على العقل والدماغ النامي.